# Geophis zeledoni
Geophis zeledoni — вид змій родини полозових (Colubridae). Ендемік Коста-Рики. Вид названий на честь костариканського орнітолога Хосе Кастуло Зеледона.

## Поширення і екологія
Geophis zeledoni мешкають в горах Кордильєра-де-Гуанакасте і Кордильєра-Сентраль на північному заході і в центрі країни. Вони живуть у вологих гірських тропічних лісах, серед опалого листя і каміння, трапляються на пасовищах. Зустрічаються на висоті від 1700 до 2100 м над рівнем моря.